# Elie Hobeika
Elie Hobeika, född 1956, död 24 januari 2002, var en libanesisk maronitisk milisledare.
Hobeika var ledare för de falangisttrupper som 1982 anställde en massaker på uppskattningsvis 700 människor i de palestinska flyktinglägren Sabra och Shatila.
Han dödades av en bilbomb i Hazmieh i östra Beirut den 24 januari 2002. Även hans chaufför och livvakter dödades av bomben. 10 kg trotyl användes i explosionen. Strax före mordet hade Hobeika uttalat sig om att han var beredd att vittna mot Ariel Sharon i en rättegång i Belgien.

## Fotnoter
1. ↑  Ahron Bregman och Jihan El-Tahri (1998). The Fifty Years War. Israel and the Arabs. London: BBC Books. sid. 175. ISBN 0-14-026827-8
2. ↑  Utdrag från The Great War For Civilisation: The Conquest of the Middle East (2005) av Robert Fisk